# Scydmaeninae
Scydmaeninae es una subfamilia de escarabajos estafilínidos (Staphylinidae), antes era considerada una familia separada. Sus cerca de 5000 especies se distribuyen por todo el mundo (excepto la Antártida y otras zonas polares).
Miden 0.6-2.7 mm. Los adultos y las larvas se alimentan de ácaros oribátidos. Algunas especies están asociadas con hormigas o termitas. El hábitat es hojarasca, madera podrida, suelo húmedo.